# Paratus (Unternehmen)
Paratus, eigentlich Paratus Group Holdings Limited bzw. Paratus Namibia Holdings Limited, ist ein afrikaweit agierender Telekommunikationskonzern, der auf Mauritius registriert ist. Paratus hat seinen Hauptsitz in Windhoek in Namibia, wo er nach MTC Namibia und Telecom Namibia insgesamt drittgrößter und größter privater Telekommunikationsanbieter ist.
Das Unternehmen bezeichnet sich selber als größter privater, pan-afrikanischer Netzwerkanbieter.
Paratus ist neben Namibia auch in Angola, Botswana, Mosambik, Sambia und Südafrika aktiv. Das Unternehmen ist – je nach Land – Anbieter verschiedener Telekommunikationsleistungen, darunter Glasfaser (mehr als 7800 km), Mobilfunk und VSAT und verfügt über diverse Datenzentren.
Paratus ist am Namibian Stock Exchange (NSX) gelistet. Der Unternehmensumsatz lag im Finanzjahr 2020/21 bei 340,5 Millionen Namibia-Dollar. Der Gewinn vor Steuern bei knapp 42,3 Millionen Namibia-Dollar.